# TOKAIRADIO×TSUTAYA LIFESTYLE MUSIC 929
TOKAIRADIO×TSUTAYA LIFESTYLE MUSIC 929（トウカイラジオ ツタヤ ライフスタイル ミュージック ナイントゥーナイン）は、東海ラジオにて2015年10月6日から2019年3月28日まで放送されたラジオ番組である。

## 概要
東海ラジオとTSUTAYAのコラボレーション番組。
番組のテーマに「音楽を通してライフスタイルを発信する」を掲げ、番組の連動企画を東海地区のTSUTAYAにて実施していた。
なお、番組タイトルの「929」は、東海ラジオのFM補完放送の周波数から取っている。

## 放送時間
ナイターオフ期間は夜20時台に放送。ナイターイン期間は『ガッツナイター』が編成されるため深夜に放送していたが、当該時間帯で『歌謡曲主義 26時の歌謡曲』が通年で編成されることになったため、2019年のナイターイン期間の放送は見送られ、そのまま番組終了となった。
| 放送期間   | 放送期間  | 放送時間                                        |
| ---------- | --------- | ----------------------------------------------- |
| 2016年4月  | 2016年9月 | 火曜 - 金曜未明 2:00 - 3:00 （月曜 - 木曜深夜） |
| 2017年4月  | 2017年9月 | 火曜 - 金曜未明 2:00 - 3:00 （月曜 - 木曜深夜） |
| 2018年4月  | 2018年9月 | 火曜 - 金曜未明 2:00 - 3:00 （月曜 - 木曜深夜） |
| 2015年10月 | 2016年3月 | 火曜 - 金曜 20:00 - 21:00                       |
| 2016年10月 | 2017年3月 | 火曜 - 金曜 20:00 - 21:00                       |
| 2017年10月 | 2018年3月 | 火曜 - 金曜 20:00 - 21:00                       |
| 2018年10月 | 2019年3月 | 火曜 - 金曜 20:00 - 21:00                       |

## 歴代パーソナリティ

### 2015年10月 - 2016年9月
- 火曜（2016年4月からは水曜未明）
  - 前半 - ADAM at[1]
  - 後半 - LASTGASP[1]
- 水曜（2016年4月からは木曜未明） - Suchmos[1]
- 木曜（2016年4月からは金曜未明） - ピエール中野（凛として時雨）[1]
- 金曜（2016年4月からは火曜未明） - SEAMO[1]

### 2016年10月 - 2017年3月
開始一周年を迎え、全出演者を刷新。
- 火曜
  - 前半 - H△G[2]
  - 後半 - ONIGAWARA[2]
- 水曜 - 大森靖子[2]
- 木曜 - Yogee New Waves[2]
- 金曜 - matty(Sonar Pocket)、星屑輝矢(微熱DANJI)[2]

### 2017年4月 - 2017年9月
matty・星屑輝矢を除いた4組が編成上の曜日を維持して続投し、火曜未明（月曜深夜）に酒井が加わる。
- 火曜未明 - 酒井雄二（ゴスペラーズ）[3]
- 水曜未明
  - 前半 - H△G
  - 後半 - ONIGAWARA
- 木曜未明 - 大森靖子
- 金曜未明 - Yogee New Waves

### 2017年10月 - 2018年3月
酒井のみ金曜に移動して続投し、それ以外の出演者を刷新。
- 火曜
  - 前半 - ЯeaL[4]
  - 後半 - 植田真梨恵[5]
- 水曜 - Tempalay[6]
- 木曜 - 堀込泰行[7]
- 金曜 - 酒井雄二（ゴスペラーズ）

### 2018年4月 - 2018年9月
酒井を除いて編成上の曜日を維持して続投し、酒井の後任として黒沢が火曜未明（月曜深夜）に加わる。
- 火曜未明 - 黒沢薫（ゴスペラーズ）
- 水曜未明
  - 前半 - ЯeaL
  - 後半 - 植田真梨恵
- 木曜未明 - Tempalay
- 金曜未明 - 堀込泰行

### 2018年10月 - 2019年3月
黒沢のみ金曜に移動して続投し、それ以外の出演者を刷新。これが最終パーソナリティーとなる。
- 火曜
  - 前半 - 幹葉(スピラ・スピカ)
  - 後半 - 竹内アンナ
- 水曜 - 増子直純(怒髪天)
- 木曜 - KIRINJI
- 金曜 - 黒沢薫（ゴスペラーズ）